# Tribute to the Gods
Tribute to the Gods är ett coveralbum med det amerikanska heavy metal/power metal-bandet Iced Earth. Albumet släpptes 21 oktober, 2002 av skivbolaget Century Media.

## Låtlista
1. "Creatures of the Night" (Kiss-cover) (Paul Stanley/Adam Mitchell) – 4:01
2. "The Number of the Beast" (Iron Maiden-cover) (Steve Harris) – 4:33
3. "Highway to Hell" (AC/DC-cover) (Bon Scott/Angus Young/Malcolm Young) – 3:24
4. "Burnin’ for You" (Blue Öyster Cult-cover) (Donald Roeser/R. Meltzer) – 4:26
5. "God of Thunder" (Kiss-cover) (Paul Stanley) – 3:57
6. "Screaming for Vengeance" (Judas Priest-cover) (Rob Halford/K.K. Downing/Glenn Tipton) – 4:38
7. "Dead Babies" (Alice Cooper-cover) (Alice Cooper/Glen Buxton/Michael Bruce/Dennis Dunaway/Neal Smith) – 5:40
8. "Cities on Flame" (Blue Öyster Cult-cover) (Donald Roeser/Albert Bouchard/Sandy Pearlman) – 3:59
9. "It’s a Long Way to the Top" (AC/DC-cover) (Bon Scott/Angus Young/Malcolm Young) – 4:42
10. "Black Sabbath" (Black Sabbath-cover) (Ozzy Osbourne/Tony Iommi/Geezer Butler/Bill Ward) – 5:31
11. "Hallowed Be Thy Name" (Iron Maiden-cover) (Steve Harris) – 7:08

## Medverkande
Musiker (Iced Earth-medlemmar)
- Jon Schaffer – sång (spår 5), gitarr
- Matt Barlow – sång
- Larry Tarnowski – sologitarr
- Richard Christy – trummor

Produktion
- Jim Morris – ljudtekniker
- Travis Smith – omslagsdesign, omslagskonst
- Axel Hermann – omslagskonst